# André Blusset
André Blusset (ur. 17 stycznia 1904 w Villard-de-Lans, zm. 17 lipca 1994 w Grenoble) – francuski biegacz narciarski, reprezentant Francji na Zimowych Igrzyskach Olimpijskich 1924.
W wieku dwudziestu lat uczestniczył w biegu olimpijskim na 50 kilometrów podczas igrzysk w Chamonix, jednak nie ukończył trasy i ostatecznie nie został sklasyfikowany. Był jednak najmłodszym biegaczem, który wystartował w tamtych igrzyskach. 

## Osiągnięcia

### Igrzyska olimpijskie
| Igrzyska       | Data             | Konkurencja                      | Czas | Miejsce | Strata | Zwycięzca     | Źródło |
| -------------- | ---------------- | -------------------------------- | ---- | ------- | ------ | ------------- | ------ |
| 1924, Chamonix | 30 stycznia 1924 | bieg na 50 km techniką klasyczną | DNF  | –       | –      | Thorleif Haug | [ 4 ]  |